# 北向阳古城
北向阳古城，位于中国青海省刚察县吉尔孟乡向阳村，为第四批青海省文物保护单位，公布日期为1986年5月27日，类型为古遗址。
北向阳古城的历史年代为汉。